# Julius Butty
Julius "Juice" Butty är en kanadensisk musikproducent. 2007 var han nominerad för priset "Jack Richardson Producer of the Year Award". 

## Producenterkännande
- Alexisonfire
- The Gorgeous
- Sleeper Set Sail
- Hypodust (där han även är sångare)
- Dear Jane, I...
- Navy
- Senate
- Haddonfield
- A Day and Deathwish
- Ceremonial Snips
- Rise Over Run
- Jude the Obscure
- Murder Thy Maker
- City and Colour
- Protest the Hero
- Callahan
- Marcio Novelli (Euphoria's Depression)